# Tapacul de Robbins
El tapacul de Robbins (Scytalopus robbinsi) és una espècie d'ocell de la família dels rinocríptids (Rhinocryptidae).

## Descripció
- És un petit rinocríptid que fa uns 11 cm de llarg. Bec negre i macís.
- Mascle amb plomatge gris barrat de marró als flancs. Clatell i cobertores caudals superiors marró molt fosc. La cua és negrosa.
- Femella de tons marrons.

## Hàbitat i distribució
Viu en zones boscoses a prop de zones humides, a les províncies d'El Oro i Azuay, al sud de l'Equador.